# Eudarcia derrai
Eudarcia derrai is een vlinder uit de familie van de Meessiidae. Deze soort is voor het eerst wetenschappelijk beschreven als Obesoceras derrai door Reinhard Gaedike in een publicatie uit 1983.
De soort komt voor in Corsica, Sardinië en Malta.